# Troféu Mucuripe de Melhor Atuação Coadjuvante
O Troféu Mucuripe de Melhor Atuação Coadjuvante é um prêmio laureado a melhor ator ou atriz em papel coadjuvante em um longa-metragem concedido pelo Cine Ceará - Festival Ibero-americano de Cinema desde 2023, sendo um dos principais prêmios do cinema brasileiro. A categoria surgiu em 2023, na 32ª edição do festival, quando foram extintas as categorias de Melhor Ator e Melhor Atriz para a formação de uma premiação sem distinção de gênero.
As categorias de Melhor Atriz Coadjuvante e Melhor Ator Coadjuvante foram apresentadas no festival uma única vez, em sua 15ª edição, em 2005, ocasião em que Ariclê Perez e Lázaro Ramos foram premiados, respectivamente, por suas atuações em Quanto Vale ou É por Quilo?. A partir de 2023, foi a criada a categoria de Melhor Atuação Coadjuvante, sem distinção de gênero.

## Premiados
| Ano            | Recipiente(s)      | Personagem                    | Título em Português         | Título Original             | Ref.           |
| Década de 2000 | Década de 2000     | Década de 2000                | Década de 2000              | Década de 2000              | Década de 2000 |
| -------------- | ------------------ | ----------------------------- | --------------------------- | --------------------------- | -------------- |
| 2005           | Ariclê Perez       | Marta Figueiredo (Dona Marta) | Quanto Vale ou É Por Quilo? | Quanto Vale ou É Por Quilo? | [ 3 ]          |
| 2005           | Lázaro Ramos       | Dido                          | Quanto Vale ou É Por Quilo? | Quanto Vale ou É Por Quilo? | [ 3 ]          |
| Década de 2020 |                    |                               |                             |                             |                |
| 2023           | Coletivo de atores | Vários personagens            | Sou Amor                    | Sou Amor                    | [ 4 ]          |
| 2024           | Darío Grandinetti  | Dino                          | Um Lobo Entre os Cisnes     | Um Lobo Entre os Cisnes     | [ 5 ]          |